# The Wooers of Mountain Kate
The Wooers of Mountain Kate est un film muet américain réalisé par Allan Dwan et sorti en 1912.

## Fiche technique
- Titre : The Wooers of Mountain Kate
- Réalisation : Allan Dwan
- Chef opérateur : Roy F. Overbaugh
- Genre : Western
- Distribution : Film Supply Company
- Date de sortie :
  - États-Unis : 24 octobre 1912

## Distribution
- Pauline Bush : Mountain Kate
- Marshall Neilan